# Samuel Doux
Pour les articles homonymes, voir Doux.
 (février 2021).
La mise en forme du texte ne suit pas les recommandations de Wikipédia : il faut le « wikifier ».
Les points d'amélioration suivants sont les cas les plus fréquents. Le détail des points à revoir est peut-être précisé sur la page de discussion.
- Les titres sont pré-formatés par le logiciel. Ils ne sont ni en capitales, ni en gras.
- Le texte ne doit pas être écrit en capitales (les noms de famille non plus), ni en gras, ni en italique, ni en « petit »…
- Le gras n'est utilisé que pour surligner le titre de l'article dans l'introduction, une seule fois.
- L'italique est rarement utilisé : mots en langue étrangère, titres d'œuvres, noms de bateaux, etc.
- Les citations ne sont pas en italique mais en corps de texte normal. Elles sont entourées par des guillemets français : « et ».
- Les listes à puces sont à éviter, des paragraphes rédigés étant largement préférés. Les tableaux sont à réserver à la présentation de données structurées (résultats, etc.).
- Les appels de note de bas de page (petits chiffres en exposant, introduits par l'outil «  Source ») sont à placer entre la fin de phrase et le point final[comme ça].
- Les liens internes (vers d'autres articles de Wikipédia) sont à choisir avec parcimonie. Créez des liens vers des articles approfondissant le sujet. Les termes génériques sans rapport avec le sujet sont à éviter, ainsi que les répétitions de liens vers un même terme.
- Les liens externes sont à placer uniquement dans une section « Liens externes », à la fin de l'article. Ces liens sont à choisir avec parcimonie suivant les règles définies. Si un lien sert de source à l'article, son insertion dans le texte est à faire par les notes de bas de page.
- La présentation des références doit suivre les conventions bibliographiques. Il est recommandé d'utiliser les modèles {{Ouvrage}}, {{Chapitre}}, {{Article}}, {{Lien web}} et/ou {{Bibliographie}}. Le mode d'édition visuel peut mettre en forme automatiquement les références.
- Insérer une infobox (cadre d'informations à droite) n'est pas obligatoire pour parachever la mise en page.

Pour une aide détaillée, merci de consulter Aide:Wikification.
Si vous pensez que ces points ont été résolus, vous pouvez retirer ce bandeau et améliorer la mise en forme d'un autre article.
Samuel Doux, né en 1974, est un scénariste, réalisateur, documentariste, metteur en scène, et romancier français.

## Biographie
Samuel Doux a grandi en région parisienne, il a été serveur, professeur de théâtre, acteur avant de poursuivre des études de lettres à la Sorbonne qui le mèneront au théâtre.
Dans les années 1990, il crée la compagnie théâtrale L’œil écoute, aux côtés de Christophe le Cheviller. Ils jouent et créent ensemble des spectacles d'improvisation théâtrale et jeune public, dont Noir même pas peur, Ciel et Au secours !!, ainsi qu'une adaptation de L'Iliade d'après Homère. Ces pièces sont notamment présentées de 2000 à 2002 au Festival off d'Avignon.
À partir de 2002, il réalise des films et séries documentaires tous diffusés sur Arte : Agathe et les métiers du spectacle, L'Art et la Manière, ou encore Grands rôles, dont il est le réalisateur principal et le créateur avec Agathe Berman. Jusqu'à Il était une fois... Walt Disney, produit par Les Films d'Ici et diffusé sur Arte.
En 2009, il suit Arthur Nauzyciel jusqu'en Islande pour réaliser un documentaire sur la création  d'une pièce de théâtre écrite par Marie Darrieussecq. Le film, une commande du festival numérique, Pocket film, est entièrement réalisé au téléphone portable. Icelandic sera diffusé dans de nombreux théâtres ainsi qu'au forum des images à Paris.
De 2007 à 2010, il co-écrit avec Fanny Burdino, et réalise trois courts-métrages, Au septième jour avec Pauline Acquart, Sacrifié(s) avec Cyril Troley et Innocente, avec Lolita Chammah et Bruno Todeschini, tous sélectionnés dans de nombreux festivals.
En 2012 il publie aux éditions Julliard son premier roman, Dieu n'est même pas mort,, en 2014, Un week-end sur deux et la moitié des vacances scolaires, en 2017, L'Éternité de Xavier Dupont de Ligonnès.
En 2014, il revient au théâtre et met en scène Fragments, de Marilyn Monroe au Centre dramatique national d'Orléans, produit par le CDN d'Orléans et la ménagerie de verre. La pièce est un "seule en scène" avec Lolita Chammah. Éric Soyer crée la lumière et la scénographie, Mathieu Baillot, la musique.
Samuel Doux se consacre ensuite à l'écriture de scénarios dont, entre autres films : Discount, Irréprochable, La prière, Continuer, Arthur Rambo. Avant de réaliser son premier long-métrage en 2019, Dune Dreams, avec Benoit Magimel, Igor Van Dessel, Johannes Ba Khunke, Agata Buzek, Mercedes Cabral, Majd Mastoura...
Il est membre du collectif 50/50 qui a pour but de promouvoir l’égalité des femmes et des hommes et la diversité dans le cinéma et l’audiovisuel,.

## Filmographie

### Réalisateur

#### Documentaires
- 2002 : Un sens aux choses[16]
- 2004 : Agathe et les métiers du spectacle  (5 épisodes)
- 2006 : Il était une fois... Walt Disney[8]
- 2008 : Grands rôles[6] (5 épisodes)
- 2009 : Icelandic, le musée de la mer[17]
- 2010 : Des jouets, un Sorin[18] (Web documentaire)
- 2011 : L'Art et la Manière  (2 épisodes)

#### Fictions
- 2007 : Au septième jour[10] (court-métrage, festival d'Aix en Provence etc.)
- 2008 : Sacrifié(s)[10] (court-métrage, festival de Clermont Ferrand etc.)
- 2010 : Innocente[10] (court-métrage, festival de Locarno etc.)
- 2019 : Dune Dreams[19](Festival international de film de Rotterdam[20])

### Scénariste uniquement
- 2014 : La Loi[21], de Christian Faure (Téléfilm)
- 2015 : Discount de Louis-Julien Petit, (Festival du film français d'Angoulême 2014)
- 2015 : Irréprochable de Sébastien Marnier
- 2016 : Carole Matthieu de Louis-Julien Petit (Téléfilm)
- 2017 : La prière de Cédric Kahn (Berlinale 2018, Ours d'argent pour Anthony Bajon)
- 2018 : Continuer de Joachim Lafosse, (Mostra de Venise 2018)
- 2019 : Fête de Famille de Cédric Kahn
- 2020 : Rouge de Farid Bentoumi, (Festival de Cannes 2020[22])
- 2021 : Arthur Rambo de Laurent Cantet, (Festival de Toronto & San Sebastián)
- 2022 : Making of de Cédric Kahn, (Mostra de Venise, sélection officielle)
- 2022 : Drone de Simon Bouisson
- 2024 : Rabia de Mareike Engelhart (Prix d'Ornano Valenti 2024)
- 2024 : Une amie Dévouée, réalisée par Just Philippot (Série)
- 2024 : Niki de Céline Sallette, (Festival de Cannes, Un Certain Regard[23], Meilleur premier film par le Syndicat de la critique[24])
- 2025 : Morlaix de Jaime Rosales, (Festival de Rotterdam)
- 2025 : In Waves, réalisé par Phuong Mai Nguen, adapté de In waves d'AJ Dungo

### Romans
- Dieu n'est même pas mort[11],[1],[25], Julliard, 2012  (ISBN 2-260-02036-4) [présentation en ligne] Plume d'argent
- Un week-end sur deux et la moitié des vacances scolaires[12], Julliard, 2014  (ISBN 2-260-02123-9) [présentation en ligne]
- L’Éternité de Xavier Dupont de Ligonnès[26],[27],[28], Julliard, 2017 (ISBN 978-2-260-02914-4)

### Essais
- Désir d'Ikea, le bonheur en pièces détachées[29], Collection : Nouvelles mythologies, Robert Laffont, 2017[30],[31]